# 樫木実
樫木 実（かしき みのる、1918年（大正7年）1月14日 - 2014年（平成26年）1月6日）は、昭和から平成時代の政治家。北海道士別市長。位階は従四位。旭日小綬章受章。

## 経歴
北海道上川郡士別町（現士別市）出身。多寄尋常高等小学校高等科卒業。農業に従事する傍ら澱粉工場を経営した。1951年（昭和26年）多寄村議会議員に当選し、1954年（昭和29年）合併により士別市議会議員となる。1966年（昭和41年）市議に返り咲き、以後6期当選。1974年（昭和49年）同副議長、1986年（昭和61年）議長を歴任した。1990年（平成2年）士別市長に当選し、2期務めた。1999年春の叙勲で旭日小綬章を受章。2014年1月 死去。死没日付をもって従四位に叙された。